# Danh sách chủ sở hữu các câu lạc bộ bóng đá Anh
Dưới đây là danh sách chủ sở hữu hiện tại của các câu lạc bộ bóng đá Anh, hay còn gọi là danh sách ông bầu bóng đá Anh, cùng với (trong một vài trường hợp) giá trị tài sản ước tính của họ và nguồn thu nhập. Tất cả các con số được liệt kê ở đây được tính theo đơn vị triệu chứ không phải tỉ (ví dụ, £1,000m sẽ là một tỉ (1,000,000,000) bảng). Chỉ các cổ đông chính (trên 10%) mới được liệt kê.

## Premier League
Danh sách này không đầy đủ, bạn cũng có thể giúp mở rộng danh sách.
| Câu lạc bộ           | Chủ sở hữu | Ước tính tài sản     | Nguồn thu nhập |
| -------------------- | --- | -------------------- | --- |
| Arsenal              | E. Stanley Kroenke (66%) Alisher Usmanov (30%)                                                                                                   | £4,200m £9,613m      | Kroenke Sports Enterprises Mail.Ru (My.com, VK), Megafon, Metalloinvest...                                                        |
| Aston Villa          | Tony Xia | ?                    | Tập đoàn Recon |
| Bournemouth          | Maxim Demin | £100m ?              | Kinh doanh sản phẩm hóa dầu Seven Developments                                                                                    |
| Chelsea              | Roman Abramovich | £8,100b              | Dầu mỏ và công nghiệp |
| Crystal Palace       | Joshua Harris David S. Blitzer Steve Parish Martin Long Stephen Browett Jeremy Hosking                                                           | £45m £75m £85m £193m | Tag Worldwide Lưu trữ ngày 4 tháng 5 năm 2009 tại Wayback Machine Bảo hiểm Churchill Farr Vintners Marathon Asset Management      |
| Everton              | Farhad Moshiri (49.9%) Bill Kenwright CBE Jon Woods                                                                                              | £1,900m £33m £240m ? | Thép và năng lượng Nghệ thuật Planet Hollywood Ocean Software                                                                     |
| Leicester City       | Gia đình Srivaddhanaprabha | £2,200b              | King Power International Group |
| Liverpool            | John W. Henry | £1,580b              | Fenway Sports Group |
| Manchester City      | Mansour bin Zayed Al Nahyan (87%) Chính phủ Trung Quốc (13%)                                                                                     | £20,000b             | Dầu mỏ và công nghiệp Chính phủ                                                                                                   |
| Manchester United    | Gia đình Glazer | £3.700b              | First Allied Corporation Lưu trữ ngày 17 tháng 5 năm 2014 tại Wayback Machine, Tampa Bay Buccaneers                               |
| Newcastle United     | Mike Ashley | £5,600b              | Sports Direct International |
| Norwich City         | Delia Smith Michael Wynn-Jones (53%) Michael Foulger (15%)                                                                                       | £23m ?               | Công nghiệp thực phẩm Xuất bản Chim nuôi                                                                                          |
| Southampton          | Katharina Liebherr | 10p                  | Thừa kế |
| Stoke City           | Gia đình Coates | £2,400b              | Bet365 |
| Sunderland           | Ellis Short | £2,360b              | Lone Star Funds, Skibo Castle |
| Swansea City         | Mr. & Mrs. Martin Morgan (22.5%) Brian Katzen (20%) Swansea City Supporters Trust (20%) Huw Jenkins (12.5%) Robert Davies (10%) Dan Katz\|£32m ? |                      | Tài sản, khách sạn và lữ hành ? Đầu tư ?                                                                                          |
| Tottenham Hotspur    | Joe Lewis (70.6% trong 85% cổ phần công ty) Daniel Levy (29.4% trong 85% cổ phần công ty)                                                        | £4,900b ?            | Tavistock Group ENIC Group |
| Watford              | Gino Pozzo | £120m                | Doanh nhân |
| West Bromwich Albion | Jeremy Peace (87.8%) | £50m                 | Đầu tư |
| West Ham United      | David Sullivan (51.1%) David Gold (35.1%) Ngân hàng Đầu tư Straumur (10%)                                                                        | £400m £250m ?        | Daily Sport, Sunday Sport Gold Group International Lưu trữ ngày 2 tháng 12 năm 2022 tại Wayback Machine Ngân hàng Đầu tư Straumur |

## Football League Championship
| Câu lạc bộ              | Chủ sở hữu                                                                     | Ước tính tài sản | Nguồn thu nhập                                                                                 |
| ----------------------- | ------------------------------------------------------------------------------ | ---------------- | ---------------------------------------------------------------------------------------------- |
| Birmingham City         | Carson Yeung (25.43%) Liu Xingcheng (11.27%)                                   | ?                | Grandtop International Holdings ?                                                              |
| Blackburn Rovers        | Balaji & Venkatesh Rao (99.9%)                                                 | £500m            | Venkateshwara Hatcheries Group                                                                 |
| Blackpool               | Owen Oyston (80%) Valeri Belokon (25%)                                         | £80m £150m       | Xuất bản, Truyền thông & Bất động sản Tài chính, Truyền thông, Công nghiệp thực phẩm & khai mỏ |
| Bolton Wanderers        | Eddie Davies CBE                                                               | £40m             | Strix                                                                                          |
| Brentford               | Matthew Benham (96%)                                                           | ?                | ?                                                                                              |
| Brighton & Hove Albion  | Tony Bloom (75.61%)                                                            | £50m             | Cờ bạc trực tuyến, Bất động sản, Phát triển đất và đầu tư                                      |
| Burnley                 | Mike Garlick (49.15%) John Banaszkiewicz (27.55%)                              | £55m ?           | Michael Bailey Associates Freight Investor Services                                            |
| Cardiff City            | Vincent Tan (51%)                                                              | £1045m           | Berjaya Group                                                                                  |
| Charlton Athletic       | Roland Duchatelet (95%)                                                        |                  | Staprix NV                                                                                     |
| Derby County            | Mel Morris                                                                     | £400m            | King                                                                                           |
| Fulham                  | Shahid Khan                                                                    | £4,500m          | Flex-N-Gate Corp (sản xuất ô tô)                                                               |
| Huddersfield Town       | Dean Hoyle                                                                     | £154m            | Card Factory                                                                                   |
| Hull City               | The Allam Family                                                               | £317m            | Allam Marine                                                                                   |
| Ipswich Town            | Marcus Evans                                                                   | £625m            | Marcus Evans Group                                                                             |
| Leeds United            | Massimo Cellino (75%) Hisham Ahmed Al Rayes (21%)                              | £750m ?          | Eleonora Sports Ltd Gulf Finance House, BSC                                                    |
| Middlesbrough           | Steve Gibson                                                                   | £135m            | Bulkhaul Limited                                                                               |
| Millwall                | John Berylson Richard Smith                                                    | £135m ?          | Chestnut Hill Ventures ?                                                                       |
| Nottingham Forest       | The Al Hasawi Family                                                           | £1,400m          | Al-Hasawi Group Lưu trữ ngày 25 tháng 6 năm 2016 tại Wayback Machine                           |
| Queens Park Rangers     | Tony Fernandes (66%) Lakshmi Mittal (33%)                                      | £650m £15,800m   | Air Asia, Tune Group ArcelorMittal                                                             |
| Reading                 | Narin Niruttinanon (50%) Sasima Srivikorn(25%) Sumrith Thanakarnjanasuth (25%) | £?               |                                                                                                |
| Rotherham United        | Tony Stewart 49% J Stewart 46% R Stewart 5%                                    | £140m            | Công nghiệp ánh sáng                                                                           |
| Sheffield Wednesday     | Dejphon Chansiri                                                               |                  | Thai Union Group                                                                               |
| Wigan Athletic          | Dave Whelan                                                                    | £190m            | DW Sports Fitness, JJB Sports                                                                  |
| Wolverhampton Wanderers | Steve Morgan                                                                   | £510m            | Redrow                                                                                         |

## League One
| Câu lạc bộ          | Chủ sở hữu                                                                                             | Ước tính tài sản | Nguồn thu nhập                                                                                      |
| ------------------- | --- | ---------------- | --------------------------------------------------------------------------------------------------- |
| Barnsley            | Patrick Cryne                                                                                          | £32m             | iSOFT                                                                                               |
| Bradford City       | |                  | |
| Bristol City        | Stephen Lansdown                                                                                       | £2,000m          | Hargreaves Lansdown                                                                                 |
| Chesterfield        | Dave Allen                                                                                             |                  | |
| Colchester United   | Robbie Cowling                                                                                         | £20m             | JobServe                                                                                            |
| Coventry City       | Joy Seppala & Dermot Coleman                                                                           | ?                | Sisu Capital                                                                                        |
| Crawley Town        | The Executors of Bruce Winfield's Estate                                                               | £8m              | Hàng hải và kế thừa từ dịch vụ tiếp thị                                                             |
| Crewe Alexandra     | N. Hassall (32% trong 60% cổ phần công ty) D. Potts (23% trong 60% cổ phần công ty) RJ Rowlinson (25%) | ? £20m           | ? The Rowlinson Group                                                                               |
| Doncaster Rovers    | John Ryan Dick Watson (26%) Terry Bramall CBE                                                          | £28m ?           | MYA Cosmetic Surgery Xây dựng Keepmoat                                                              |
| Fleetwood Town      | Andrew Pilley (98%)                                                                                    |                  | |
| Gillingham          | Paul Scally                                                                                            |                  | |
| Leyton Orient       | Franceso Becchetti                                                                                     | 1 Billion        | Energy Group                                                                                        |
| Milton Keynes Dons  | Pete Winkelman                                                                                         | ?                | InterMK Group                                                                                       |
| Notts County        | Ray Trew                                                                                               | ? (£56 mil)      | Contracting Solutions Group Lưu trữ ngày 16 tháng 3 năm 2012 tại Wayback Machine, private companies |
| Oldham Athletic     | Simon Corney (97%)                                                                                     | ?                | ?                                                                                                   |
| Peterborough United | Darragh MacAnthony                                                                                     | ?                | Đầu tư tài sản                                                                                      |
| Port Vale           | Norman Smurthwaite (100%)                                                                              | £90m             | Tài sản                                                                                             |
| Preston North End   | Trevor Hemmings CVO (51.4%)                                                                            | £550m            | Blackpool Tower, đua ngựa, đầu tư, Northern Trust, Sportech                                         |
| Rochdale            | Chris Dunphy                                                                                           |                  | ?                                                                                                   |
| Scunthorpe United   | Peter Swann và gia đình                                                                                | £340m            | Bán lẻ; đua ngựa                                                                                    |
| Sheffield United    | Abdullah bin Musa'ed (100%)                                                                            | £120m ?          | Tài sản Dầu mỏ                                                                                      |
| Swindon Town        | MNC Group (99%)                                                                                        |                  | |
| Walsall             | Jeff Bonser                                                                                            | ?                | ?                                                                                                   |
| Yeovil Town         | John Fry (46.9%) Norman Hayward (45.1%)                                                                | ?                | ? Tài sản                                                                                           |

## League Two
| Câu lạc bộ           | Chủ sở hữu | Ước tính tài sản | Nguồn thu nhập                             |
| -------------------- | --- | ---------------- | ------------------------------------------ |
| AFC Wimbledon        | Wimbledon Football Club Supporters' Society (The Dons Trust)                                                                                  | £3m              | Cổ động viên trung thành                   |
| Accrington Stanley   | The Styring Family (12%) Accrington Stanley Supporters Fund (12%) Peter Marsden (10%)                                                         | ?                | ? Đầu tư ?                                 |
| Bristol Rovers       | Dwane Sports (92%) | ?                | Ngân hàng và du lịch                       |
| Burton Albion        | Ben Robinson | £1m              |                                            |
| Bury                 | Save Our Shakers Trust (63.8%) The Bury F.C. Supporters Society Ltd (Forever Bury) Lưu trữ ngày 3 tháng 10 năm 2013 tại Wayback Machine (11%) | ?                |                                            |
| Carlisle United      | A. Jenkins (37% trong 93% cổ phần công ty) J. Nixon (18%) S.Pattison (18%) The United Trust (25.4%)                                           | ?                | Thực phẩm Doanh nhân Carlisle Glass Đầu tư |
| Cambridge United     | Grosvenor Fund Management Grosvenor Group Sở hữu bởi Công tước Westminster và gia đình                                                        | £7.9bn           | Tài sản                                    |
| Cheltenham Town      | Paul Baker |                  |                                            |
| Dagenham & Redbridge | |                  |                                            |
| Exeter City          | Exeter City FC Supporters' Trust - Trust Ownership Working Group                                                                              |                  | Cổ động viên trung thành                   |
| Hartlepool United    | Ken Hodcroft | ?                | Dầu                                        |
| Luton Town           | |                  |                                            |
| Mansfield Town       | John Radford |                  |                                            |
| Morecambe            | Peter McGuigan |                  |                                            |
| Newport County       | Les Scadding |                  | trúng xổ số EuroMillions                   |
| Northampton Town     | David Anthony Cardoza Anthony Michael Cardoza Deborah Jones Trustees of Stuart Wilson                                                         |                  |                                            |
| Oxford United        | Ian Lenagan |                  |                                            |
| Plymouth Argyle      | James Brent |                  |                                            |
| Portsmouth           | Anh |                  |                                            |
| Shrewsbury Town      | Roland Wycherley | ?                | ?                                          |
| Southend United      | Ron Martin |                  | Tài sản                                    |
| Stevenage            | Phil Wallace (91%) | £45m             | Lamex Food Group                           |
| Tranmere Rovers      | Mark Palios Nicola Palios | ?                |                                            |
| Wycombe Wanderers    | Wycombe Wanderers Trust |                  | Đầu tư                                     |
| York City            | Jason McGill (75%) York City Supporters' Trust (25%)                                                                                          | ?                | JM Packaging Đầu tư                        |